# Lisa Dahlkvist

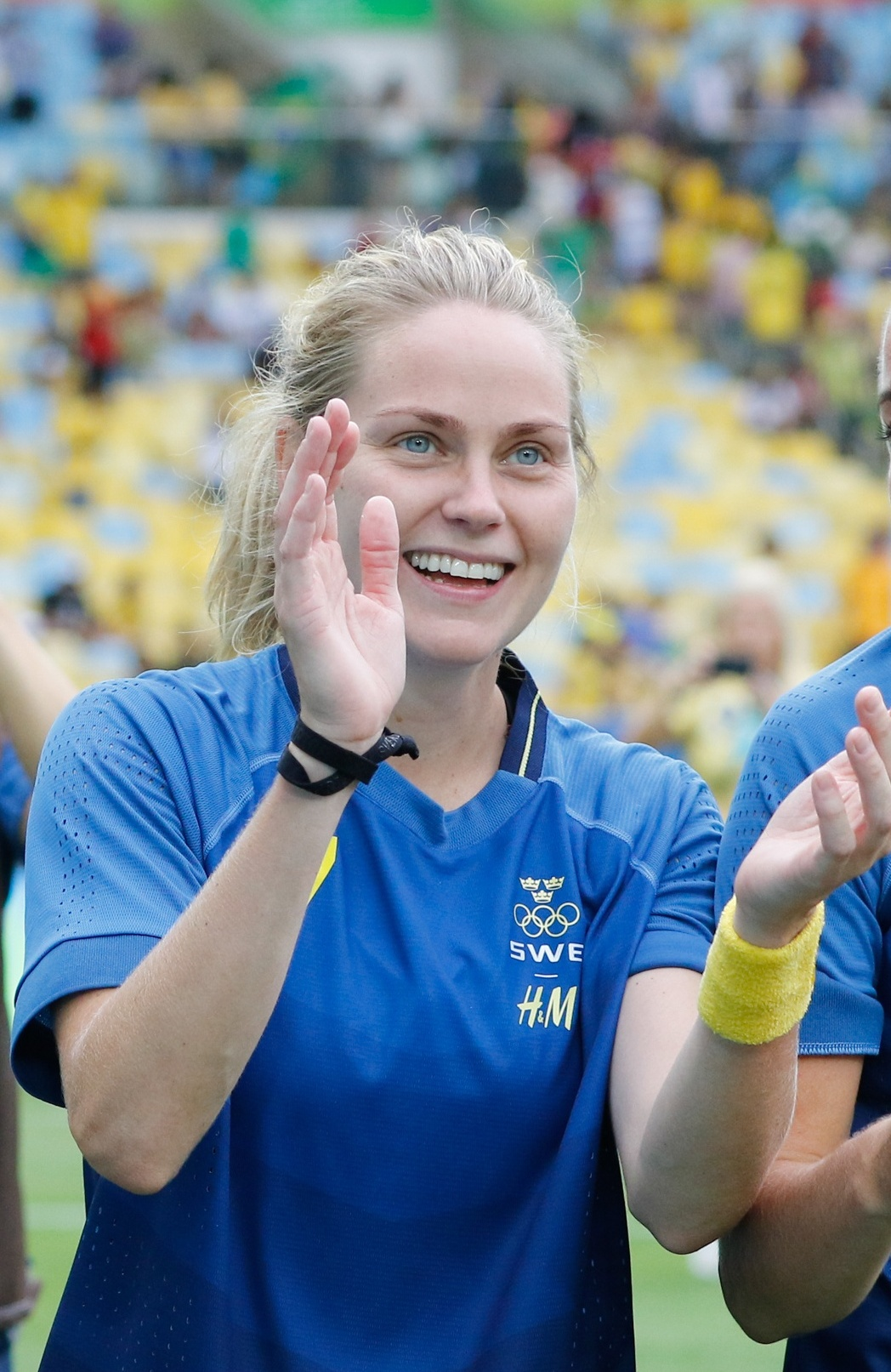
Lisa Dahlkvist, Suecia.

Lisa Dahlkvist (Estocolmo, 6 de febrero de 1987) es una futbolista sueca que juega como mediocampista en el Umeå IK y en la selección de Suecia. Jugó anteriormente en Kopparbergs/Göteborg FC, Tyresö FF y KIF Örebro del Damallsvenskan, en el Avaldsnes IL de la Toppserien noruega y en el PSG de la Division 1 francesa.
Dahlkvist debutó en la selección sueca en 2008 y ha acumulado más de 130 partidos. Representó a su país en los mundiales de 2011 y 2015, los Juegos Olímpicos de 2012 y 2016 y en las Eurocopas 2009, 2013 y 2017. Su padre, Sven "Dala" Dahlkvist, jugó para AIK y para la selección sueca masculina entre 1979 y 1985.

## Vida personal
Dahlkvist es lesbiana, habiendo salido del armario en 2008.